# Auronzo di Cadore
Auronzo di Cadore este o comună din provincia Belluno, regiunea Veneto, Italia, cu o populație de 3.513 locuitori și o suprafață de 220,65 km².

## Demografie
Auronzo di Cadore - evoluția demografică

|  | Graficele sunt indisponibile din cauza unor probleme tehnice. Mai multe informații se găsesc la Phabricator și la wiki-ul MediaWiki. |

Date: Recensăminte sau birourile de statistică - grafică realizată de Wikipedia